# CD 루이스 앙헬 피르포
CD 루이스 앙헬 피르포(C.D. Luis Ángel Firpo)는 엘살바도르 우술루탄을 연고로 하는 축구팀이다. 이 팀은 1923년에 창단되었으며, 현재 엘살바도르 프리메라 디비시온에 출전하고 있다.

## 선수 명단

### 현역
- 스티벤 바스케스(2022 ~ )

## 역대 감독
| 감독        | 임기 |
| ----------- | ---- |
| 라울 마가냐 | 불명 |